# Rubén Toribio Díaz
Rubén Toribio Díaz (Lima, 17 aprile 1952) è un ex calciatore peruviano, di ruolo difensore.

## Carriera

### Nazionale
Ha giocato la fase finale del Campionato mondiale di calcio 1982, segnando un gol contro l'Italia; in precedenza aveva anche partecipato al Campionato mondiale di calcio 1978 ed in 3 edizioni della Coppa America (1975, 1979 e 1983), vincendo l'edizione del 1975 e conquistando 2 terzi posti nelle successive.

## Palmarès

### Club

#### Competizioni nazionali
- Campionato peruviano: 4

Universitario: 1974
Sporting Cristal: 1979, 1980, 1983